# Dolsk (gromada w powiecie myśliborskim)
Dolsk – dawna gromada, czyli najmniejsza jednostka podziału terytorialnego Polskiej Rzeczypospolitej Ludowej w latach 1954–1972.
Gromady, z gromadzkimi radami narodowymi (GRN) jako organami władzy najniższego stopnia na wsi, funkcjonowały od reformy reorganizującej administrację wiejską przeprowadzonej jesienią 1954 do momentu ich zniesienia z dniem 1 stycznia 1973, tym samym wypierając organizację gminną w latach 1954–1972.
Gromadę Dolsk z siedzibą GRN w Dolsku utworzono – jako jedną z 8759 gromad na obszarze Polski – w powiecie myśliborskim w woj. szczecińskim na mocy uchwały nr V/47/54 WRN w Szczecinie z dnia 5 października 1954. W skład jednostki weszły obszary dotychczasowych gromad Buszów, Dolsk i Mystki ze zniesionej gminy Różańsko oraz obszar dotychczasowej gromady Gajewo ze zniesionej gminy Staw w tymże powiecie. Dla gromady ustalono 9 członków gromadzkiej rady narodowej.
Gromadę zniesiono 31 grudnia 1959, a jej obszar włączono do gromad Różańsko (miejscowości Turze, Skrodno, Dolsk, Śniegoszewo i Buszów) i Ściechów (miejscowości Mystki i Gajewo) w tymże powiecie.